# Katt på hett plåttak (film)
Katt på hett plåttak (originaltitel: Cat on a Hot Tin Roof) är en amerikansk film från 1958 i regi av Richard Brooks. Manuset skrevs av Richard Brooks och James Poe och är baserat på Tennessee Williams teaterpjäs med samma titel. Huvudrollerna spelas av Elizabeth Taylor, Paul Newman och Burl Ives.
Katt på hett plåttak var en av de mest populära filmerna 1958 och nominerades till flera Oscar-utmärkelser. Filmen är ett familjedrama som utspelar sig i den amerikanska södern. Lögner, girighet och sjukdom håller på att förstöra en rik godsfamilj som får det allt svårare att hålla ihop och upprätthålla sina yttre fasader.

## Handling
Sent en kväll försöker Brick Pollitt (Paul Newman) återuppleva minnen från sin tid som ungdomsidrottare. Han faller när han löper häck och måste förlita sig på en krycka. Brick och hans fru Maggie "Katten" (Elizabeth Taylor) ses nästa dag i Bricks barndomshem på en plantage i Mississippi. Bricks pappa "Big Daddy" (Burl Ives) fyller 65 år. Brick är deprimerad och bestämmer sig för att tillbringa dagen inomhus tillsammans med whiskyflaskan. Han avvisar sin frus tillgivenhet och visar hånfullhet om arvskiftet av faderns rikedomar. Flera antydningar görs om deras stormiga äktenskap. Det mest ansättande är spekulationer om varför Maggie ännu inte har några barn. Bricks bror Gooper (Jack Carson), däremot, och hans hustru Mae (Madeleine Sherwood) har fem barn.
Big Daddy och Big Mama (Judith Anderson) kommer hem från sjukhuset och möts av Gooper och hans hustru, tillsammans med Maggie. Big Daddy har bara ögon för Maggie, trots att Gooper och hans familj gör vad de kan för att få hans uppmärksamhet. Vi får veta att Big Daddy inte har cancer men senare pratar läkaren enskilt med Brick och Gooper och berättar då att han döljer sanningen för Big Daddy. Hans tid är snart slut och familjen vill att han ska vara lycklig. Maggie vädjar till Brick att han ska bry sig om sin faders arv men Brick vägrar envist. När Big Daddy inte längre orkar med sin alkoholiserades sons beteende kräver han att få veta vad som orsakar envisheten. Brick vägrar argt att svara.
Big Daddy ger sig inte och till slut pressas också Maggie, som då berättar vad som hände natten då Bricks bästa vän Skipper begick självmord. Hon var svartsjuk på Skipper för att Brick umgicks mer med honom än med henne. Hon ville rasera deras relation "med alla möjliga medel". Hon tänkte förföra Skipper och berätta för sin make vilken förljugen vänskap han hade med Skipper. Istället blev hon rädd och sprang iväg. Brick hävdar att Maggie bär skulden för Skippers död. Det uppdagas att han egentligen anklagar sig själv för att inte ha hjälpt Skipper när han ringde och var mycket upprörd.
Big Daddy får veta att han ska dö i cancer och att han nu firar sin sista födelsedag. Omskakad drar han sig undan till källarvåningen. Under tiden grälar Gooper och hans hustru med Maggie och Brick om arvet. Till slut går Brick ner i källaren där han och hans far konfronterar varandra. Resten av familjen håller på att spricka av trycket. Big Mama framträder som den starka i sällskapet. Maggie säger att hon vill ge Big Daddy hans födelsedagspresent; nyheten att hon är gravid. Big Daddy och Brick försvarar hennes lögn, fastän de vet att det inte är sant. Till slut försonas Maggie och Brick och familjen går vidare, lyckligare, förutom Mae, som i sitt nederlag kryper ihop på golvet. Även hennes make ser ner på henne.

## Rollista

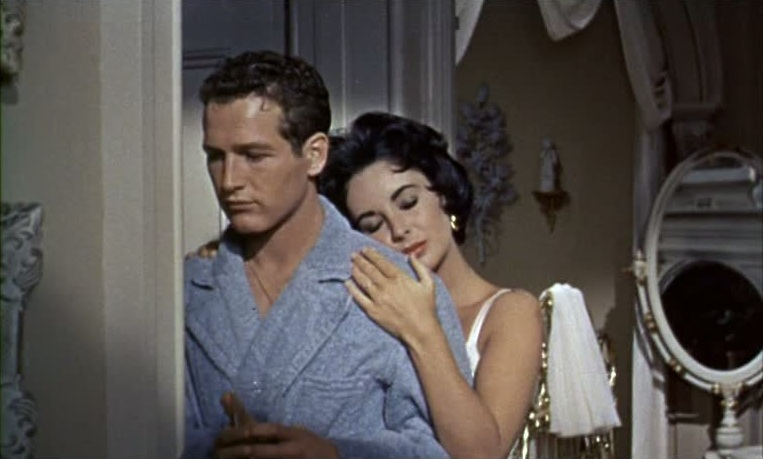
Paul Newman och Elizabeth Taylor i filmen.

| Elizabeth Taylor   | – Maggie "Katten" Pollitt    |
| Paul Newman        | – Brick Pollitt              |
| Burl Ives          | – Harvey "Big Daddy" Pollitt |
| Judith Anderson    | – Ida "Big Momma" Pollitt    |
| Jack Carson        | – Cooper "Gooper" Pollitt    |
| Madeleine Sherwood | – Mae Flynn Pollitt          |
| Larry Gates        | – Dr. Baugh                  |
| Vaughn Taylor      | – diakon Davis               |

## Produktion
Den ursprungliga teateruppsättningen av Cat on a Hot Tin Roof öppnade på Broadway Theatre den 24 mars 1955. Burl Ives och Madeleine Sherwood spelade samma roller som de senare kom att göra i filmen. Ben Gazzara spelade Brick och avböjde filmrollen, vilket också Elvis Presley gjorde. På grund av tidsandan tonades pjäsens anspelningar på Bricks förflutna homosexualitet ner. George Cukor tackade därför nej när MGM erbjöd honom jobbet som regissör. Lana Turner och Grace Kelly beaktades också för rollen som Maggie innan valet föll på Elizabeth Taylor.

## Oscarsnomineringar
Filmen vann inte några Oscar men nominerades till flera, inklusive bästa film, bästa skådespelare (Paul Newman), bästa skådespelerska (Elizabeth Taylor) och bästa regissör (Robert Brooks). Filmen nominerades också för bästa fotografi, färg och författande av filmmanus baserat på annan media.